# Prisoner 709 (singolo)
Prisoner 709 è un singolo del rapper italiano Caparezza, pubblicato il 7 settembre 2017 come primo estratto dall'album omonimo.

## Descrizione
Sottotitolato La pena - Compact o streaming all'interno del disco, il brano rappresenta una critica verso l'industria musicale, che è andata evolvendosi verso lo streaming, mettendo da parte le svariate copie fisiche che risultano abbandonate dalla massa. Dal punto di vista musicale presenta invece sonorità pesanti, vicine all'heavy metal e all'industrial metal, con la particolarità di avere una base ritmica di 79 bpm.

## Video musicale
Il video, diretto da YouNuts! e pubblicato in contemporanea al lancio del singolo, è stato girato nell'ex carcere di Sant'Agata.

## Tracce
Testi e musiche di Michele Salvemini.
1. Prisoner 709 – 3:57

## Formazione
Musicisti
- Caparezza – voce, arrangiamento
- Alfredo Ferrero – chitarra, arrangiamento
- Giovanni Astorino – basso, violoncello, trascrizioni e direzione d'orchestra
- Gaetano Camporale – tastiera vintage, pianoforte, arrangiamento
- Rino Corrieri – batteria
- Marcello De Francesco – violino
- Fabrizio Signorile – violino
- Serena Soccoia – violino
- Pantaleo Gadaleta – violino
- Liliana Troia – violino
- Ilaria Catanzaro – violino
- Alfonso Mastrapasqua – viola
- Francesco Capuano – viola
- Marcello De Francesco – violino
- Elia Ranieri – violoncello
- Giovanni Nicosia – tromba
- Francesco Sossio – sassofono
- Francesco Tritto – trombone
- Giuseppe Smaldino – corno
- Alessio Anzivino – basso tuba
- Mezzotono – cori armonizzati
- Nicola Quarto – cori rock
- Valeria Quarto – cori rock
- Francesco Stramaglia – cori rock
- Simone Martorana – cori rock
- Mariabruna Andriola – cori rock

Produzione
- Caparezza – produzione artistica
- Antonio Porcelli, Francesco Aiello – registrazione ai Sunny Cola Studio e al Mast Recording Studio
- Massimo Stano – registrazione al Mast Recording Studio
- Serge Tsai – ingegneria parti vocali di DMC
- Chris Lord-Alge – missaggio
- Nik Karpen – assistenza al missaggio
- Adam Chagnon – assistenza aggiuntiva al missaggio
- Gavin Lurssen – mastering
- Spencer Kettrick – mastering aggiuntivo